# Märta Lindholm

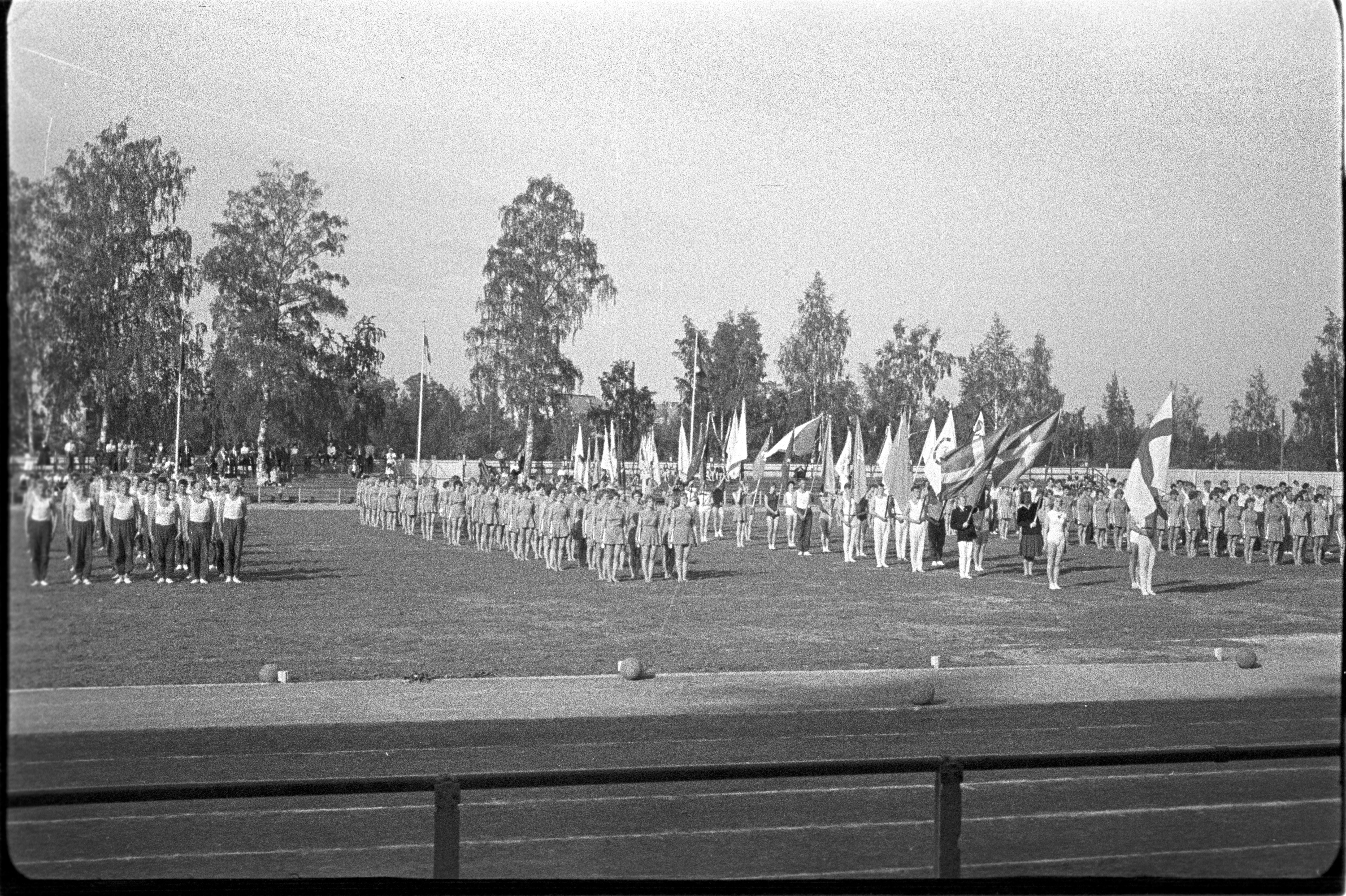
Gymnastikfest in Vasa 1960, bei dem Märta Lindholm Leiterin der Gruppengymnastik der Frauen war

Märta Elin Eugenie Lindholm (geboren Eklöf am 20. März 1914 in Borgå, Finnland; gestorben am 13. November 1972 in Göteborg, Schweden) war eine finnlandschwedische Gymnastiklehrerin und eine Persönlichkeit in der schwedischsprachigen Sportbewegung im zweisprachigen Finnland, besonders in der Sportart Gymnastik.

## Leben
Märta Lindholm wurde in Borgå (finnisch Porvoo) geboren. Ihre Eltern waren die Gräfin Sigrid Helene Stewen-Steinheil und der Vizekonsul Hjalmar Oskar Felix Eklöf. 1939 heiratete sie den Prokuristen Harry Oscar Marino Lindholm.
1934 machte Lindholm ihr Abitur (schwedisch studentexamen) und legte 1938 ihr Examen als Gymnastiklehrerin an der Gymnastikinrättningen vid Helsingfors universitet ab, dem damaligen nationalen Institut für die Sportlehrerausbildung in der Hauptstadt Helsingfors (finnisch Helsinki), wo die international bekannte Gymnastiklehrerin und -theoretikerin Elli Björkstén ihre Lehrerin war. Im Anschluss machte Lindholm eine Ausbildung als Krankengymnastin (medikalgymnast) und legte 1940 auch ein Examen für diesen Beruf ab. Danach arbeitete sie als Gymnastiklehrerin, zuerst in der Stadt Borgå für Borgå folkhögskola (1940–1952), Svenska folkakademin (1940–1952) und Porvoon Naisopisto (1945–1952) und danach in Helsingfors an Åggelby svenska samskola (1953–1962) sowie Medborgarhögskolan (heute Schwedische Sozial- und Kommunalhochschule, 1958–1962).
Lindholm war Mitglied der Schwedischen Volkspartei.
1962 zog sie nach Schweden um und arbeite danach am Sahlgrenska Universitätskrankenhaus in Göteborg. Dort machte sie 1965 erneut ein Examen als Physiotherapeutin (instruktionsgymnast).

## Wirken
Bereits während ihrer Ausbildung (1936–1939) und später neben ihrer Arbeit als Lehrerin (1952–1962) war sie Leiterin von Gymnastikkursen, z. B. für Borgå kvinnliga gymnastikförening, Porvoon Naisvoimistilijat och Gymnastikföreningen in Helsingfors. National und international bekannt wurde sie in der „Gruppengymnastik“ (truppgymnastik), heute Ästhetische Gruppengymnastik. Sie leitete Gruppen auf den nationalen Gymnastikfesten in Borgå (1951) und Vasa (finnisch Vaasa), auf den Lingiaden in Stockholm 1939 (als Vize-Leiterin) und 1949 sowie auf der Gymnaestrada in Rotterdam 1953.
Für ihre Choreographie der finnlandschwedischen Teilnehmerinnen der Gruppengymnastik auf der Stockholmer Lingiade 1949 wurde Lindholm die Sport-Pressens guldmedalj verliehen, die Auszeichnung für Sportler des Jahres in Svenskfinland.
Lindholm wirkte auch als Sportfunktionärin und war u. a. Vorsitzende von Borgå kvinnliga gymnastikförening („Frauengymnastikverein Borgå“), der östlichen Abteilung (östra distriktet) des finnlandschwedischen Frauengymnastikverbandes Finlands svenska kvinnogymnastikförbund (beide 1940–1952) und Gymnastikföreningen i Helsingfors („Gymnastikverein Helsingfors“, 1954–1960). Von 1953 bis 1962 war sie Vorstandsmitglied von Finlands Svenska Centralidrottsförbund (heute Finlands Svenska Idrott, dem Zentralverband für finnlandschwedischen Sport) und von 1957 bis 1963 Zweite Vorsitzende von Finlands svenska kvinnogymnastikförbund (heute Finlands svenska gymnastikförbund). Sie war langjährige Autorin von Liv och Spänst, der Zeitschrift dieses Sportverbandes, sowie von Nordisk kvinnogymnastik des nordischen Verbandes für Frauengymnastik Nordiskt förbund för kvinnogymnastik.
1952 wurde sie Ehrenmitglied von Borgå kvinnliga gymnastikförening und 1962 von Gymnastikföreningen i Helsingfors. Sie trug u. a. das Verdienstkreuz in Gold von Finlands idrott (heute Valo, Finlands Idrott, dem nationalen Zentralverband für Sport in Finnland), Finnlands Olympische Verdienstmedaille, das Verdienstzeichen von Finlands Svenska Centralidrottsförbund und das Verdienstzeichen in Gold von Finlands svenska kvinnogymnastikförbund.

## Auszeichnungen (Auswahl)
- 1949 Sport-Pressens guldmedalj

### Nachschlagewerk
- Lindholm, Märta. In: Ingegerd Lundén Cronström (Hrsg.): Vem och vad? Schilds, Helsingfors 1967, S. 346 (schwedisch, runeberg.org).